# Saint-Denis-d'Authou
Saint-Denis-d'Authou era un comune francese di 516 abitanti situato nel dipartimento dell'Eure-et-Loir nella regione del Centro-Valle della Loira. Il 1° gennaio 2019 si è unito a Frétigny per formare il nuovo comune di Saintigny.

## Società

### Evoluzione demografica
Abitanti censiti